# Domstole i Skotland
Domstolene i Skotland udgør de civile, strafferetlige og heraldiske domstole i retsområdet Skotland. I deres arbejde anvender de skotsk ret og de er reguleret af regler, der fastsættes af Det Skotske Parlament.
Storbritannien har ikke ét enkelt retssystem, men består af tre adskilte jurisdiktioner, hver med sit eget retssystem. Engelsk og Wales har et retssystem, Skotland et andet og Nordirland et tredje. Der er dog undtagelser til denne regel: For eksempel er immigrationslovgivningen den samme gennem hele kongeriget (dog ikke Nordirland). Den britiske højesteret omfatter hele Storbritannien og hører både civile og strafferetlige sager i England og Wales samt Nordirland. I Skotland kan den britiske højesteret imidlertid kun høre civile sager.